# Pseudoklossia
A Pseudoklossia az Alveolata Apicomplexa törzse Marosporida kládjának nemzetsége. Gyakran gazdái veséjét támadja meg – azonban ismertek más szervekből is fertőzések –, és heteroxén (legalább kétgazdás) életciklusú.

## Történet
A Pseudoklossiát Urbain-Louis-Eugène Léger és Octave Duboscq írták le 1915-ben a Coccidia tagjaként írták le, típusfaja a Pseudoklossia glomerata.
Eredetileg az Aggregatidae családba sorolták merogónia hiánya alapján, de több tagjáról is kimutatták, hogy életciklusa közvetlen fejlődéssel rendelkezik, ez alapján Duszynski, Couch és Upton 1998-ban kijelentették, hogy minden tagja rendelkezhet vele. Desser és Bower 1997-ben a Margolisiella nemzetséget a közvetlen életciklusú fajoknak hozta létre, a többi fajt a Pseudoklossiában hagyva, de Duszynski, Couch és Upton 1998-ban kimutatták, hogy a kettő szinonim.
Első nem kagylófertőző faja a Pseudoklossia microcosmi. Ezt először Grasseella microcosmiként írták le Tuzet és Ormières 1960-ban, és 1998-ban nevezték át Duszynski, Couch és Upton.
Adl  et al. 2019-es rendszertanában a parafiletikus Conoidasida szintén parafiletikus Coccidia csoportjában az Eimeriorina tagjaként szerepelt.
2020-ban Miroliubova  et al. az Agamococcidia több csoportjáról megállapították, hogy egymástól függetlenül alakultak ki, és az Eococcidia Pseudoklossiida rendjébe sorolták a Margolisiella és Rhytidocystis nemzetségek mellett. A Merocystis és Aggregata nemzetségeket is lehetséges rokonaiként írták le, róluk 2021-ben igazolták Mathur  et al., hogy valóban közeli rokonok, az így létrehozott kládot Marosporidának nevezték el.

## Genetika
A Marosporida többi nemzetségéhez hasonlóan apikoplasztisz-genomja jelentősen redukált lehet, de egyik fajának se ismert teljes ptDNS-e. Első ismert 18S rDNS-szakasszal rendelkező faja a Pseudoklossia pectinis, melynek 2018-ban szekvenálták egy 1785 bp hosszú rDNS-részét.

## Életciklus
Életciklusa ivaros és ivartalan szakaszt tartalmaz. A tőle monoxén életciklusa alapján külön családba (Eimeriidae) sorolt Margolisiellával szemben heteroxén: szaporodásához legalább 2 gazda kell.
Nincs szizigiuma, mikrogamontái nagy mennyiségű ostoros mikrogamétát termelnek, zigótája nem mozog magától, sporozoitái mindig sporocisztában vannak az oociszta belsejében. Mikro- és makrogamétái egymástól függetlenül fejlődnek. Ezenkívül merontája sincs.

## Élőhely
Elsősorban kagylókban található meg, de például a Pseudoklossia microcosmi aszcídiákat fertőz. A leggyakoribb kagylófertőző Apicomplexa-nemzetség. Jobbára vesékben él, de más szervekből – például gonádból, izmokból, emésztőszervekből, kopoltyúkból – is ismertek fertőzések, melyek ilyen esetekben sokszerviek is lehetnek. A 3 ismert Pectinidae-fertőző Apicomplexa-faj egyike, a P. pectinis mellett legalább 2, még meg nem nevezett faja fertőzhet Pectinidae-fajokat, például egy „P. pectinis-szerű Coccidia-faj” és egy „Pseudoklossia sp.”-ként leírt faj ismert az Argopecten irradiansból.

## Jelentőség
A Pseudoklossia-fertőzések bár sokszerviek is lehetnek, gyakran a Margolisiella-fertőzésekhez hasonlóan nem csökkentik jelentősen a populációt, mivel nem erős patogének.
A P. pectinis feltehetően heteroxén parazita, melynek egyik gazdája a Pecten maximus: gamogóniája és sporogóniája itt megy végbe, merogóniája feltehetően más gazdában megy végbe.

## Fordítás
Ez a szócikk részben vagy egészben  a   Pseudoklossia című angol Wikipédia-szócikk ezen változatának fordításán alapul.  Az eredeti cikk szerkesztőit annak laptörténete sorolja fel. Ez a jelzés csupán a megfogalmazás eredetét és a szerzői jogokat jelzi, nem szolgál a cikkben szereplő információk forrásmegjelöléseként.